# Alchan-Kala
Alchan-Kala è un centro abitato della Russia.